# البنك المركزي الإسواتيني
البنك المركزي الإسواتيني ، هو البنك المركزي لإسواتيني. تأسس في أبريل عام 1974 ومقره في العاصمة مباباني. وفقًا لموقع البنك الإلكتروني، تتمثل مهمة البنك في تعزيز الاستقرار النقدي وتعزيز نظام مالي مستقر وسليم. من بين مسؤوليات البنك إدارة مركز الصرف الأجنبي في سوازيلند وحماية احتياطيات النقد الأجنبي في البلاد. يجري البنك مزادات أسبوعية لسندات الخزانة السوازية لمدة 91 يومًا، من خلال بنوك «الموزع الرئيسي» في سوازيلند.

## قائمة البنوك المصرح بها في إسواتيني
- بنك سوازي
- بنك ستاندرد إسواتيني
- البنك الوطني الأول سوازيلند
- نيدبنك إسواتيني
- جمعية بناء سوازيلند

## روابط خارجية
- الموقع الرسمي